# Verdetto (Christie)
Verdetto (Verdict) è un'opera teatrale di Agatha Christie, debuttata a Wolverhampton nel 1958. La pièce presenta alcune differenze rispetto al resto della produzione teatrale della Christie: innanzitutto è un'opera originale e non basata su alcun racconto o romanzo precedente (Verdetto è l'undicesima pièce della Christie, ma solo la terza originale) e secondariamente il testo tende più al melodramma che al giallo classico.

## Trama
Karl Hendryk è un brillante professore che si è trasferito nel Regno Unito con la moglie e la cugina per fuggire alle persecuzioni nel proprio Paese d'origine. Il professore insegna con grande successo in un'università britannica, dove è stimato sia dai colleghi che dagli studenti. Intanto sua moglie Anya, gravemente affetta da una malattia degenerativa, rimpiange la patria e gli amici che ha lasciato alle spalle, non essendo soddisfatta della sua nuova vita in Inghilterra. La cugina Lisa è venuta con loro per prendersi cura di Anya e gestire la casa del professore, ma presto diventa evidente che Karl e Lisa nutrono sentimenti l'uno per l'altra e la situazione degenera quando Helen Rollander, una studentessa giovane e ricca, comincia a prendere lezioni private dal professor Hendryk.

### Struttura dell'opera
La vicenda si dipana nel salotto del professor Hendryk a Bloomsbury durante gli anni 50. La struttura del dramma è la seguente:
Atto I
- Scena 1 - Un pomeriggio di primavera.
- Scena 2 - Un pomeriggio di due settimane dopo.

Atto II
- Scena 1 - Mezzogiorno di quattro giorni dopo.
- Scena 2 - Seri ore più tardi, sera.
- Scena 3 - Un tardo pomeriggio di due mesi dopo.

## Il debutto
Prodotto da Peter Saunders, Verdetto ha fatto il suo debutto sulle scene al Grand Theatre di Wolverhampton il 25 febbraio 1958, per la regia di Joan Jefferson Farjeo e con Patricia Jessel nel ruolo di Lisa. Il 22 maggio dello stesso anno la produzione fu trasferita allo Strand Theatre di Londra, dove rimase in cartellone per 36 rappresentazioni: lo stile antiquato dell'opera, del genere popolare prima della seconda guerra mondiale, fu accolto in modo ostile dal pubblico, che fischiò durante la chiamata alla ribalta della notte della prima.

### Il cast originale
- George Roubicek: Lester Cole
- Gretchen Franklin: Mrs. Roper
- Patricia Jessel: Lisa Koletzky
- Gerard Heinz: Professor Karl Hendryk
- Derek Oldham: Dottor Stoner
- Viola Keats: Anya Hendryk
- Moira Redmond: Helen Rollander
- Norman Claridge: Sir William Rollander
- Michael Golden: Detective Ispettore Ogden
- Gerald Sim: Sergente di polizia Pearce

## Edizioni italiane
- Agatha Christie, Tutto il teatro, traduzione di Edoardo Ebra, Oscar Mondadori, 2014,  p. 1350.